# Federica Angeli
Federica Angeli (Rome, 20 oktober 1975) is een Italiaanse journaliste, bekend om haar onderzoeken naar de maffia van Rome. Wegens ontvangen bedreigingen om haar werk, leeft zij sinds 17 juli 2013 onder permanente beveiliging.

## Levensloop
Federica Angeli is geboren in Rome en studeerde hier sociologie aan de Universiteit Sapienza Rome. In 2003 studeerde ze af met een proefschrift over de rol van freelancers in de grote Italiaanse kranten. Sinds 1998 schrijft zij voor de Italiaanse krant La Repubblica over misdaad en recht.
In 2011 opende de officier van justitie van Rome een onderzoek naar aanleiding van research uitgevoerd door Federica Angeli samen met journalist Marco Mensurati. De research omvatte video- en audio-opnamen als bewijs van afranselingen en ontgroeningen (inclusief "anesthesie" ) uitgevoerd door een SWAT-team in de kazerne van de Nucleo Operativo Centrale di Sicurezza (een speciale eenheid van de Italiaanse staatspolitie) van Spinaceto. Uit het onderzoek bleek dat de groep eerder betrokken was geweest bij de bevrijdingsactie van de ontvoerde textielondernemer Giuseppe Soffiantini, die leidde tot de dood van speciaal agent Samuele Donatoni.
Er volgde een proces in de rechtszaal, en daaruit kwamen verklaringen tot het licht van twee soldaten over wat er vermoedelijk is gebeurd op de dag van Stefano Cucchi's arrestatie.

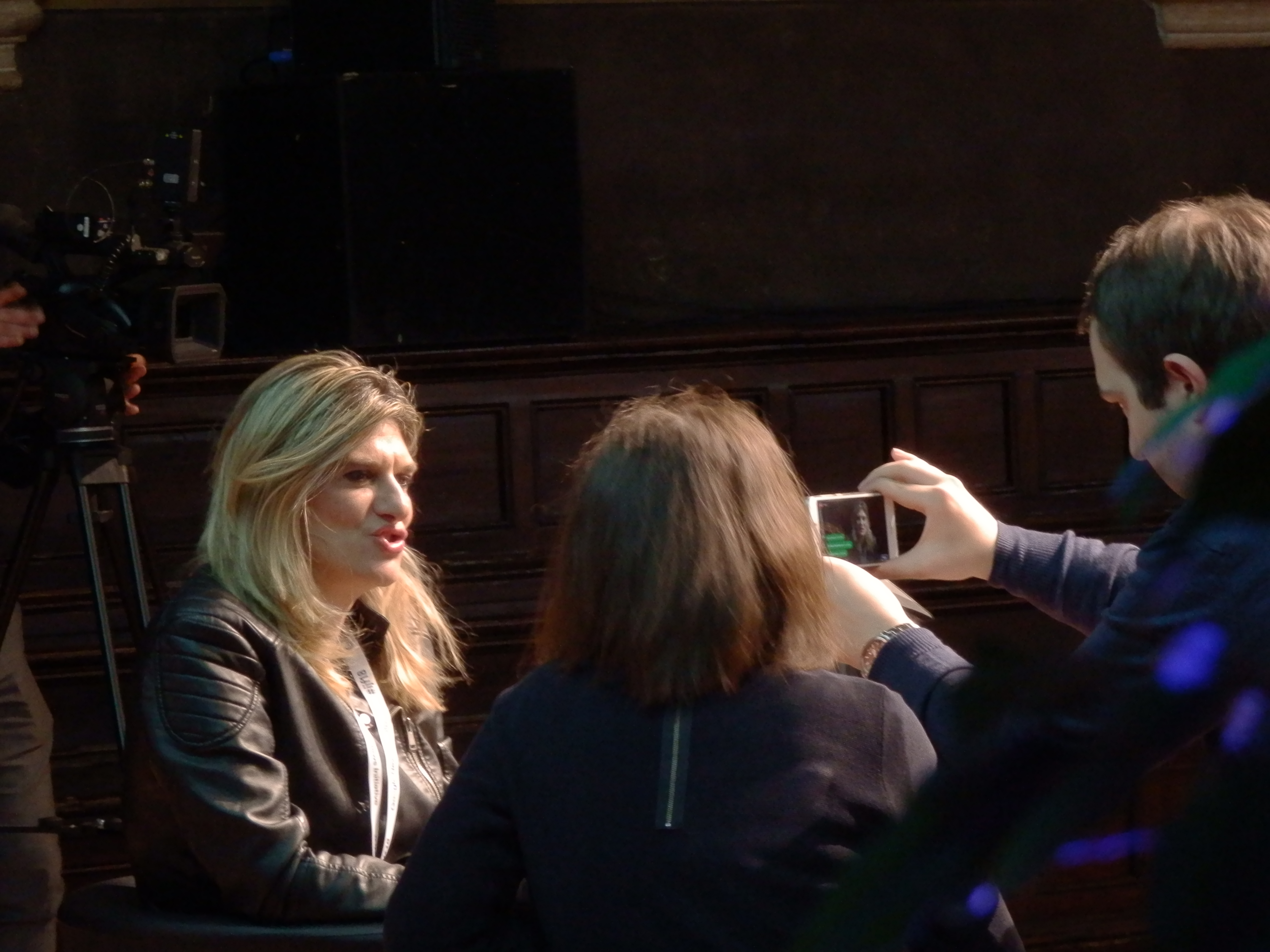
Interview met Federica Angeli, voor de conferentie "Journalisten aan de frontlinie en verslaggevers onder bewaking", Perugia, Sala dei Notari

In 2013 zocht Angeli samen met journalist Carlo Bonini naar banden tussen de verschillende georganiseerde misdaadgroepen in Ostia en het openbaar bestuur. Hieruit volgde een gerechtelijk onderzoek naar het racket, dat leidde tot een grootschalige politieactie genaamd 'Nuova alba' (nieuwe zonsopgang). Er werden hierbij 51 mensen gearresteerd die tot de clans Fasciani, Triassi en Cuntrera-Caruana behoorden. De aanklachten betroffen corruptie, infiltratie in bestuursorganen en in de toewijzing van sociale woningen, diefstal van commerciële activiteiten van de slachtoffers van woeker en mogelijke banden met de moord op Giuseppe Valentino, die plaatsvond op 22 januari 2005 in zijn bar in Porta Metronia in de wijk San Giovanni in Rome .
Federica Angeli leeft wegens doodsbedreigingen sinds 17 juli 2013 onder permanente beveiliging. Op 21 december 2015 ontving ze van president Sergio Mattarella de titel van Officier in de Orde van Verdienste van de Italiaanse Republiek voor haar inzet in de strijd tegen de maffia.
Op 25 januari 2018 leidde operatie Eclisse tot de arrestatie van 32 mensen die tot de Spada-clan in Ostia behoren. Zij werden gearresteerd op beschuldiging van associatie met maffia-achtige praktijken. Samen met directeur van La Repubblica Mario Calabresi en adjunct-directeur Sergio Rizzo getuigde Angeli op 19 februari 2018 in het proces tegen Armando Spada.
Op 7 april 2018 werd een aan Angeli geadresseerde kogelbrief afgeleverd bij het kantoor van de krant Fatto Quotidiano in Rome.

## In de media
In 2019 verscheen de film A mano disarmata, over het leven van Federica Angeli.